# Chalcolepis similis
Chalcolepis similis là một loài bọ cánh cứng trong họ Elateridae. Loài này được Casari miêu tả khoa học năm 2000.